# بذرخوار شش‌لکه
بذرخوار شش‌لکه (نام علمی: Oncopeltus sexmaculatus) نام یک گونه از تیره سن‌های بذرخوار است.